# De Da Vinci Code (boek)
De Da Vinci Code (oorspr. Engelse titel: The Da Vinci Code) is een esoterische roman, een 'fact-fiction' verhaal, geschreven door de Amerikaan Dan Brown, en in 2003 gepubliceerd door Random House. In Nederland en België werd het boek uitgegeven door uitgeverij Luitingh. De Da Vinci Code was een wereldwijde bestseller: 81 miljoen exemplaren werden ervan verkocht. Het boek is in 44 talen vertaald. In Nederland gingen meer dan 400.000 exemplaren over de toonbank. In De Bestseller 60 stond het boek 44 weken op de eerste plaats, een record.
Het boek ontving kritiek uit zowel christelijke als wetenschappelijke hoek, onder meer omdat Brown schrijft dat de Kerk eeuwenlang het grootste geheim uit de geschiedenis verborgen heeft gehouden.
In 2004 is een speciale geïllustreerde versie van het boek op de markt gekomen. Deze versie bevat 160 illustraties die onderwerpen uit De Da Vinci Code tonen.

## Inhoudsbeschrijving
De Da Vinci Code is een thriller die een fictieve zoektocht naar de Heilige Graal beschrijft. Er wordt onthuld dat deze niet de avondmaalskelk is waarin het bloed van Jezus Christus onder het kruis is opgevangen. Hoogleraar religieuze symboliek Robert Langdon en cryptologe Sophie Neveu ontdekken daarentegen dat achter dit symbool een groot geheim van de christelijke kerk schuil gaat. Zij komen op het spoor van hun ontdekking als gevolg van de moord op conservator Jacques Saunière in het Louvre. Deze liet een raadselachtige boodschap achter voor zijn dood en dat brengt hen naar het schilderij van het Laatste Avondmaal van Leonardo da Vinci. Dit blijkt codes te bevatten die duiden op een geheim rond Maria Magdalena en Jezus, een mysterie waarvan de openbaring de kerk op haar grondvesten zou doen schudden. Daarom wordt op leven en dood gestreden tussen de kerkelijke organisatie Opus Dei en het geheime genootschap Priorij van Sion. Langdon, achtervolgd door de politie omdat ze hem van de moord verdenken, en Neveu geraken met Opus Dei in een wedren om de onthulling of vernietiging van het eeuwenoude geheim.

## Korte achtergrondinformatie
De hoofdrolspelers in het boek zijn Robert Langdon en Sophie Neveu. Robert Langdon, een personage dat ook de hoofdrol speelde in Browns boek Het Bernini Mysterie, is een hoogleraar Religieuze Symboliek op Harvard. (In werkelijkheid is er nooit een hoogleraar Religieuze Symboliek aan deze universiteit verbonden geweest.) De grootvader van Sophie Neveu, Jacques Saunière, wordt aan het begin van het verhaal vermoord. Hij ligt in het boek vermoord in de vorm van de 'Man van Vitruvius' van Leonardo da Vinci. De naam "Sofia" komt voor in het Nieuwe Testament en betekent wijsheid. De initialen van haar koosnaam (Prinses Sophie, P.S.) brengt Brown in verband met een geheimzinnige organisatie; de Priorij van Sion.

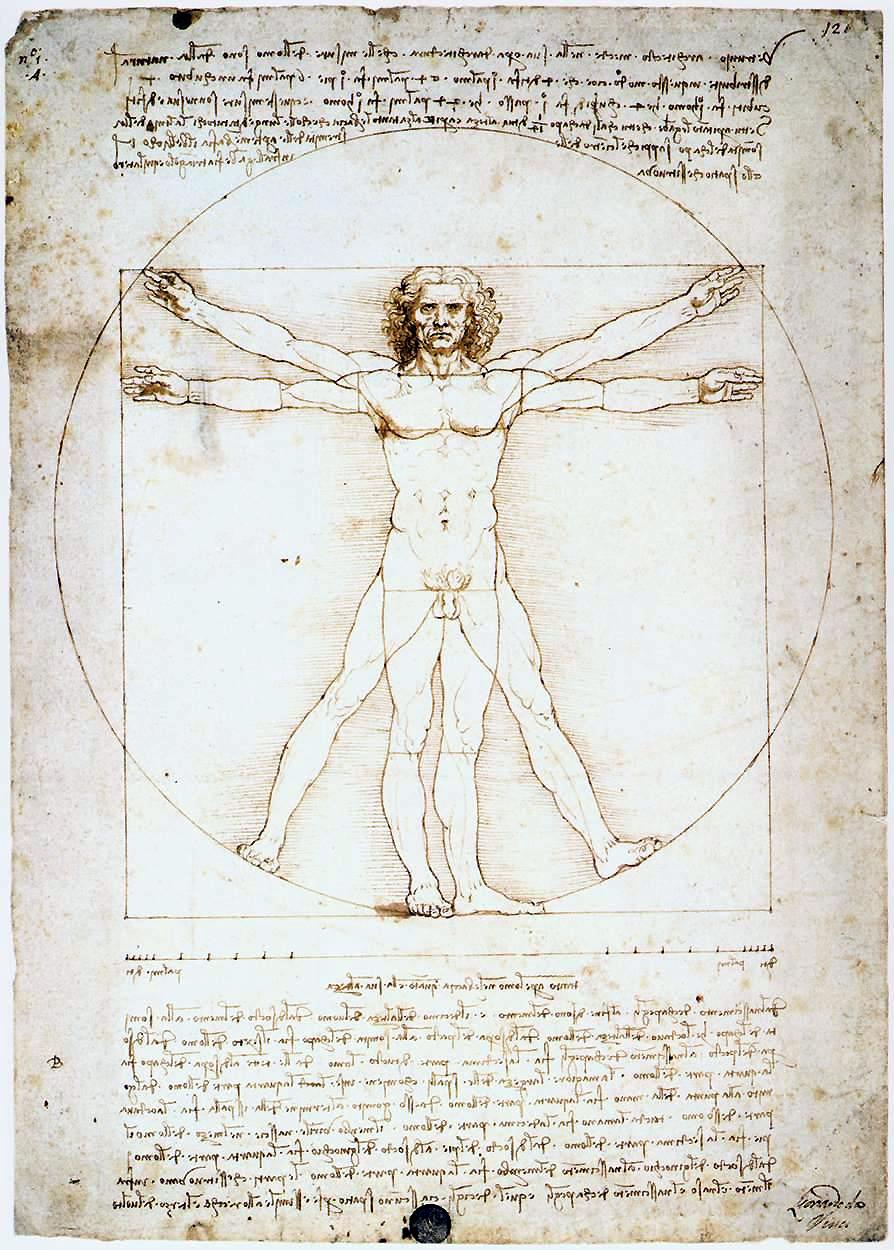
De Man van Vitruvius van Leonardo da Vinci. Een tekening van het ideale menselijk lichaam, waarin volgens Dan Brown de verhouding 1:1,618, de zogenaamde gulden snede, een rol speelt.

## Waarheid of onwaarheid?
Dan Brown vermeldt in het voorwoord van zijn boek, dat de documenten, bouw- en kunstwerken in zijn verhaal correct worden beschreven. In zijn dankwoord en interviews vermeldt hij bovendien dat zijn boek berust op uitgebreid en gedegen onderzoek. Op zijn website laat hij de theorieën in het boek voor rekening van zijn romanfiguren, maar acht persoonlijk sommige ideeën interessant. Hij laat de uiteindelijke interpretatie van het boek over aan de lezer.
De waarheidsclaim van de schrijver kan worden gezien als een onderdeel van het verhaal, het is immers fictie en niet werkelijk gebeurd. Doordat de fictie zo wetenschappelijk wordt gepresenteerd, hebben discussies en publicaties ongetwijfeld bijgedragen aan het commerciële succes van het boek.
Een aantal 'waarheden' vanuit het boek worden hier vergeleken met het wetenschappelijk oogpunt:
- In het boek wordt gespeculeerd dat in het fresco van het Laatste Avondmaal door Leonardo da Vinci Maria Magdalena staat afgebeeld. Dit wordt echter ontkend door Leonardo da Vinci-specialist: Frank Zöllner. Hij neemt aan dat, overeenkomstig met de uitgebreide traditie, de discipel aan de rechterkant Johannes is - hij zit namelijk stijf tegen Jezus aan - in overeenstemming met Johannes 13:23.
- De Orde van de tempeliers wordt in het boek op één lijn gebracht met de Priorij van Sion, de tempeliers zouden zijn uitgeroeid door paus Clemens V. Volgens verschillende bronnen werden de tempeliers niet door de paus, maar door de koning van Frankrijk, Philips de Schone uitgeroeid in samenwerking met paus Clemens V. De reden voor de koning was waarschijnlijk geldzucht en de jaloersheid op de internationale roem en macht van de Tempeliers en omdat de koning veel schulden zou hebben bij de Tempeliers.
- De geschiedenis van de Priorij van Sion wordt algemeen beschouwd als een verzinsel van de 20e-eeuwse Fransman Pierre Plantard, die beweerde Grootmeester te zijn van deze orde.
- In het boek wordt het Vaticaan beschouwd als een organisatie die probeert de waarheid te onderdrukken. Het Vaticaan zou tijdens het concilie van Nicea een machtsfactor worden. De macht zou zo groot worden dat de fractie die de werkelijke kerk leidde, Maria Magdalena samen met Jezus Christus, werd ontkend. Het probleem is dat het Vaticaan nog niet bestond, de paus woonde ook nog niet in Italië en de besluiten op het concilie werden genomen door de oosterse bisschoppen, niet door de westerse bisschoppen.
- De cryptex werd in het boek uitgevonden door Leonardo da Vinci. In het boek bevat de cryptex die de sluitsteen genoemd wordt, nog een interne cryptex, die beide een versleuteling hebben. Leonardo da Vinci heeft zover bekend nooit een dergelijk apparaat gemaakt of beschreven.

## Verfilming en spel
In 2006 verscheen een verfilming van De Da Vinci Code genaamd The Da Vinci Code en tevens een computerspel. Ook verschenen er gezelschapsspelen in het thema van dit boek.

## Verwijzing naar andere boeken
Veel schrijvers hebben kritisch gereageerd en anderen hebben slim ingespeeld op de hype rondom De Da Vinci Code met boeken, die dieper ingaan op de feiten en fictie in het werk van Dan Brown. Een selectie uit de referentiegidsen en kritieken:
- Satans lied, Karl Hammer Kaatee - ISBN 90-8553-019-9
- Waarom Jezus niet getrouwd was met Maria Magdalena, John van Schaik - ISBN 90-6238-810-8
- The Truth Behind The Da Vinci Code, Richard Abanes
- Secrets of the Code, Dan Burstein, vertaald in het Nederlands: Geheimen van de Code, - ISBN 90-245-5167-6
- Breaking the Da Vinci Code, Darrel L. Bock
- The Da Vinci Hoax. Exposing the Errors in The Da Vinci Code, Carl Olson en Sandra Miesel
- De-Coding Da Vinci, Amy Welborn
- The Gospel Code, Ben Witherington III
- Cracking Da Vinci's Code, James L. Garlow en Peter Jones
  - Vertaald in het Nederlands: De geheimen van De Da Vinci Code, Simon Cox
- Op zoek naar het oorspronkelijke christendom, Martie Dieperink
- The Asti Spumante Code, een parodie door Toby Clements

Dan Brown baseerde zich op zijn beurt op eerdere succesvolle boeken zoals:
- The Templar Revelation, Lynn Picknett en Clive Prince (De titel van het eerste hoofdstuk van dit boek luidt bijvoorbeeld: The secret code of Leonardo da Vinci)
- Holy Blood Holy Grail, Michael Baigent, Richard Leigh en Henry Lincoln (Picknett en Prince haakten op hun beurt in op het succes van dit boek en Dan Brown verwijst er expliciet naar, onder andere door het personage dat hij gebruikt genaamd sir Leigh Teabing. Hier wordt de achternaam van Richard gebruikt en een anagram op de achternaam van Michael.)

### Plagiaat
Op 11 april 2005 werd Dan Brown door de schrijver van het boek The Da Vinci Legacy (De Da Vinci Geschiedenis), Lewis Perdue, aangeklaagd wegens vermeend plagiaat. Op 4 augustus 2005 werd Brown hiervan vrijgesproken.

Ook twee van de drie schrijvers van het boek Het heilige bloed en de heilige graal, Michael Baigent en Richard Leigh, klaagden Brown aan wegens vermeend plagiaat in februari 2006. Op 7 april 2006 werd Brown ook hiervan vrijgesproken.

### Verboden
In Libanon is het boek door de staat verboden, omdat het boek beledigend wordt gevonden door de katholieke leiders van het land.

## Informatie over onderwerpen uitDe Da Vinci Code
Meer informatie over onderwerpen uit De Da Vinci Code:
- Canon van de Bijbel
- Christendom
- Concilie van Nicaea
- Cryptex
- Evangelie naar Filippus
- Gulden snede
- Iconografie
- Jezus Christus
- Leonardo da Vinci
- Laatste Avondmaal
- Louvre
- Maria Magdalena
- Meridiaan van Parijs
- Mona Lisa
- Isaac Newton
- Nieuwe Testament
- Opus Dei, een personele prelatuur van de Rooms-Katholieke Kerk
- Orde van de tempeliers
- Pentagram
- Priorij van Sion
- Rij van Fibonacci
- Rosslyn Chapel
- Westminster Abbey
- Robert Langdon

## Voorganger en vervolg
De voorganger van De Da Vinci Code is Het Bernini Mysterie en de opvolger is Het Verloren Symbool.

## Bestseller 60
| Boeken met noteringen in de Nederlandse Bestseller 60 | Jaar van verschijnen | Datum van binnenkomst | Hoogste positie | Aantal weken | Opmerkingen                |
| ----------------------------------------------------- | -------------------- | --------------------- | --------------- | ------------ | -------------------------- |
| De Da Vinci Code                                      | 2004                 | 28-01-2004            | 1(44wk)         | 135          |                            |
| De Da Vinci Code                                      | 2004                 | 24-11-2004            | 4               | 24           | geïllustreerde luxe-editie |

### Kritische links
- Nederlandse kritische website (niet-christelijk)
- Informatiepagina van het Opus Dei over De Da Vinci Code

- Bibliothèque nationale de France: cb14580209w (data)
- MusicBrainz work: f35edbf3-8715-48ac-b6c3-7601239bd0c7
- Nationale Bibliotheek van Israël: 987007597332405171
- Virtual International Authority File: 187562820